# Plänterwald
Der Plänterwald ist ein als Landschaftsschutzgebiet geschütztes Waldgebiet in den Berliner Ortsteilen Plänterwald und Baumschulenweg des Bezirks Treptow-Köpenick. Das Waldgebiet wird begrenzt durch die Neue Krugallee im Westen, die Bulgarische Straße sowie die Spree im Norden und im Osten und die Baumschulenstraße im Süden.

## Unterschutzstellung
Der Plänterwald wurde zum Landschaftsschutzgebiet erklärt gemäß §§ 18 und 20 des Berliner Naturschutzgesetzes vom 30. Januar 1979 (GVBl. S. 183), zuletzt geändert durch Artikel III des Gesetzes vom 4. Juli 1997 (GVBl. S. 376). Die Schutzgebietsverordnung trat am 24. September 1998 in Kraft.

## Namensgebung und Geschichte
Der Name Plänterwald (oder Plenterwald) bezeichnet in der Forstwirtschaft ein Waldgebiet, in welchem Bäume verschiedener Altersstufen durcheinander wachsen, die einzeln und zu unterschiedlichen Zeiten gefällt (gepläntert) werden.
Der Plänterwald ist also eine forstwirtschaftliche Nutzfläche, die zwischen 1823 und 1840 Teil der Cöllnischen Heide war. Danach wurde er zur Brennholzgewinnung in weiten Bereichen komplett kahl geschlagen. Der Schlesische Busch und der alte Treptower Park sind vom ehemaligen Waldgebiet übriggeblieben.
Von 1876 bis 1884 fand auf Initiative des Gartenbaudirektors Gustav Meyer eine Wiederaufforstung statt. Der Treptower Park wurde als Volkspark angelegt, im übrigen Plänterwald pflanzten Gärtner dagegen wieder Waldbäume an. Seit dem Jahr 1988 gehört das Waldgebiet der Berliner Forstbehörde.

## Schutzzweck und Nutzung
In der genannten Verordnung zum Landschaftsschutz heißt es dazu:
„(1) […] die Leistungsfähigkeit des Naturhaushalts in einem der letzten innerstädtischen Waldgebiete Berlins im Bereich der Treptower Spreetalniederung mit seinem vielfältigen, überwiegend sehr alten grundwassernahen Baumbestand als Lebensraum geschützter Tier- und Pflanzenarten zu erhalten […], (2) das schöne und in seiner Eigenart als flussbegleitender Laubwald den Charakter der Spree prägende Landschaftsbild und (3) das Gebiet wegen seiner besonderen, übergreifenden Bedeutung für die Erholung zu erhalten“.
Durch den gesamten Plänterwald verläuft ein etwa fünf Kilometer langer Rundweg. Er wird unter anderem von Radfahrern und Joggern genutzt. Zudem führt der Europaradweg R1 durch den Plänterwald.

## Bauwerke und Einrichtungen
Der Plänterwald wird im Norden von der Spree begrenzt, an dessen Ufer das Eierhäuschen, ein ehemaliges Ausflugslokal, steht. Daneben erstreckt sich das Gelände des ehemaligen Spreeparks, der jedoch nicht zum Landschaftsschutzgebiet gehört. Vom Dammweg aus geht ein Weg zum Wasserspielplatz Plansche Plänterwald, die seit der DDR existiert.